# مجزرة سونغ
مجزرة سونغ مجزرة ذهب ضحيتها 142 أفريقيًا، كانوا قد استعبدوا وأخذوا ضمن طاقم سفينة العبيد «سونغ» في الأيام التي تلت 29 نوفمبر 1781. السفينة كانت مملوكة لنقابة تجارة الرقيق في ليفربول التي أخذت على عاتقها تأمين حياة العبيد، وهو السبب الذي جعل مالكي السفينة يقدمون طلبًا لشركة التأمين لتعويضهم جراء خسارة العبيد، وهو ما قوبل برفض شركة التأمين. وصلت أخبار المجزرة لجرانيفل سارب صاحب شركة تناهض العبودية، الذي حاول محاولات فاشلة لمحاكمة طاقم السفينة بتهمة القتل المتعمد، غيّر أنّه لم يفلح بإصدار حكم ضدهم، ذلك أن القانون كان يشرّع القتل المتعمّد للعبيد في بعض الأحيان.